# Kodeks 0210
Kodeks 0210 (Gregory-Aland no. 0210) – grecki kodeks uncjalny Nowego Testamentu na pergaminie, paleograficznie datowany na VII wiek. Do naszych czasów zachowały się dwie karty kodeksu. Przechowywany jest w Berlinie.

## Opis
Do dziś zachowały się fragmenty dwóch kart, z tekstem Ewangelii Jana (5,44; 6,1-2.41-42). Oprócz tekst biblijnego fragment zawiera wyrocznie biblijne. Oryginalne karty kodeksu miały rozmiar 10 na 7 cm. Tekst pisany jest jedną kolumną na stronę, w 8 linijkach w kolumnie .
Fragment stosuje paginację, na jednej z zachowanych kart widnieje numer 77.

## Tekst
Fragment reprezentuje mieszaną tradycję tekstualną. Kurt Aland zaklasyfikował go do kategorii III, co oznacza, że jest ważny dla poznania historii tekstu Nowego Testamentu.
W Ewangelii Jana 6,1 przekazuje rzadki wariant „Morze Tyberiadzkie” zamiast „Morze Galilejskie Tyberiadzkie”. Wariant przekazuje również kodeks 022 i niektóre rękopisy bohairskie.

## Historia
Rękopis datowany jest przez INTF na VII wiek . Powstał w Egipcie i znaleziony został w Egipcie (Fajjum).
Tekst fragmentu opublikował Otto Stegmüller w 1953. Na listę rękopisów Nowego Testamentu wciągnął go Kurt Aland w 1953 roku, oznaczając go przy pomocy siglum 0210. Tekst fragmentu ponownie opublikowali Ulrich Schmid, David C. Parker i W.J. Elliott w 2007.
Rękopis przechowywany jest w Staatliche Museen zu Berlin (P. 3607, 3623) .